# 24-cm-Schnelladekanone L/40
Die 24-cm-SK L/40 (SK = Schnellladekanone) wurde als Schiffsgeschütz vor dem Ersten Weltkrieg entwickelt. Das Geschütz fand als Hauptbewaffnung für Kriegsschiffe und Küstenbatterien Verwendung. Es wurde von der deutschen Kaiserlichen Marine, der Königlich niederländischen Marine und der österreich-ungarischen Marine eingesetzt. Die Kanonen der Kaiserlichen Marine fanden als Schiffsgeschütze und ab dem Ersten Weltkrieg als Küstengeschütze Verwendung. Vor dem Zweiten Weltkrieg wurden drei zu Eisenbahngeschützen umgebaut.

## Geschichte
Als Nachfolger der noch als Mantelringkanone konzipierten 24-cm-K L/35 wurde 1894 bei Krupp die 24-cm-SK L/40 entwickelt. Dieses Geschütz nutzte als eines der ersten weltweit das Schnellfeuerprinzip bei großkalibrigen Waffen. Erreicht wurde dies durch die Einführung eines Keilverschlusses sowie der dazugehörigen Munition, deren Hauptkartusche aus Messing bestand und die einen schnellen Ladevorgang gewährleistete. Die Kaiserliche Marine bezeichnete diese Art Geschütze wegen der Möglichkeit des schnellen Ladevorgangs – und damit einer zügigen Feuerfolge – bewusst als Schnelladegeschütze, abgekürzt SK, was sich wiederum im Geschütznamen niederschlug. Die Feuergeschwindigkeit wurde auch durch die Einführung neuer Türme erreicht, wobei ab der Turmkonstruktion C/98 die Munitionszufuhr direkt im Turm mittels Aufzügen stattfand, während zuvor noch ein separater Schacht hinter dem Turmaufbau genutzt wurde, wo die Geschosse samt Ladung umständlich in die Turmbarbette verschoben werden mussten. Zudem benötigte diese veraltete Konstruktion C/97 noch einen festen Zurrwinkel der Geschütze, d. h. der Turm musste bei jedem Ladevorgang in die Null-Lage gefahren werden, übernahm dort die Munitionsdotation und schwenkte anschließend wieder in Schussposition.
Die Fertigung bei Krupp für die Kaiserliche Marine begann in den 1890er Jahren. In einer leicht veränderten Ausführung wurde das Geschütz als 24-cm-SK L/40 K94 auch für die österreichisch-ungarische Marine als Bewaffnung für Küstenpanzerschiffe, Einheits-Linienschiffe und Panzerkreuzer eingesetzt. In Lizenz fertigte Škoda später die 24-cm L/40 K97 und die 24 cm L/40 K/01.
Krupp konnte auch einen Vertrag mit der Königlich Niederländischen Marine zur Ausrüstung von deren Küstenpanzerschiffen gewinnen.

## Beschreibung
Bei der 24-cm-SK L/40 kam erstmals für ein Schiffsgeschütz eines so großen Kalibers bei Krupp ein Querkeilverschluss zum Einsatz, bei dem Geschoss und Kartuschhülse separat geladen wurden. Anders als bei anderen Schiffsgeschützen dieser Epoche, bei denen Geschosse und Pulverbeutel zum Einsatz kamen, wurde dadurch eine Hülsenliderung (Abdichtung des Verbrennungsraumes durch das Anpressen an die Wände der Treibladungskammer) erreicht. Die Geschütze waren, für ihre Zeit technisch anspruchsvoll, als Mantelringrohr-Kanone konstruiert, wobei die ersten zwölf Geschütze mit einem Kernrohr, zwei Ringrohr-Lagen und einem Mantel versehen waren, danach wurde vor dem Verschluss eine dritte Ringrohr-Lage hinzugefügt, was das Gewicht nochmals um 1600 kg erhöhte.

## Einsatz

### Schiffsgeschütze

#### Deutsches Kaiserreich
Die 24-cm-Schnelladekanone L/40 war die Hauptbewaffnung zweier Klassen von Linienschiffen des deutschen Kaiserreiches, der Kaiser-Friedrich-III.-Klasse und der Wittelsbach-Klasse. Außerdem stellte sie die Hauptbewaffnung für die Panzerkreuzer Fürst Bismarck und Prinz Heinrich. Die Geschütze kamen in unterschiedlichen Lafettierungen zum Einsatz.
Details:
- Kaiser-Friedrich-III.- und Wittelsbach-Klasse: jeweils fünf Schiffe mit einer Hauptbewaffnung von vier Geschützen in zwei Doppeltürmen mittig zur Kiellinie vor und hinter den Aufbauten montiert.
- Fürst Bismarck: Einzelschiff mit einer Hauptbewaffnung von vier Geschützen in zwei Doppeltürmen mittig zur Kiellinie vor und hinter den Aufbauten montiert.
- Prinz Heinrich: Einzelschiff mit einer Hauptbewaffnung von zwei Geschützen in zwei Einzeltürmen mittig zur Kiellinie vor und hinter den Aufbauten montiert.

#### Österreich-Ungarn
Die Ausführung für die K.u.K. Marine, die Krupp 24-cm-SK L/40 K94, bestückte die Küstenpanzerschiffe der Monarch-Klasse, die Linienschiffe der Habsburg-Klasse und den Panzerkreuzer Kaiser Karl VI.
Details:
- Monarch-Klasse: drei Schiffe mit einer Hauptbewaffnung von vier Geschützen in zwei Doppeltürmen mittig zur Kiellinie vor und hinter den Aufbauten montiert.
- Habsburg-Klasse: drei Schiffe mit einer Hauptbewaffnung von drei Geschützen in einem Doppelturm vor dem Aufbau und einem Einzelturm hinter den Aufbauten.
- Kaiser Karl VI.: Einzelschiff mit einer Hauptbewaffnung aus zwei K94-Geschützen, die in zwei Einzeltürmen vor und hinter den Aufbauten platziert waren. Die Kaiser Karl VI. wurde 1916 auf die von Škoda gebauten 24-cm-SK L/40 K97 umgerüstet.

#### Königreich Niederlande
Die Königlich Marine der Niederlande rüstete die Küstenpanzerschiffe der Koningin-Regentes-Klasse und die beiden Einzelschiffe Jacob van Heemskerck und Marten Harpertszoon Tromp mit den 24-cm-Kanonen von Krupp aus.
Details:
- Koningin-Regentes-Klasse: Drei Schiffe mit einer Hauptbewaffnung aus 2 Geschützen, die in zwei Einzeltürmen vor und hinter den Aufbauten platziert waren.
- Jacob van Heemskerck und Marten Harpertszoon Tromp: Einzelschiffe mit einer Hauptbewaffnung aus je zwei Geschützen, die in zwei Einzeltürmen vor und hinter den Aufbauten platziert waren.

### Küstenartillerie

#### Deutsches Kaiserreich
Mit dem Seegefecht bei Helgoland im Jahr 1914 erkannte das deutsche Oberkommando, wie ungeschützt die deutsche Nordseeküste war. Man begann umgehend mit dem Ausbau der Befestigungen auf den Nordsee-Inseln und anderen Küstenabschnitten und errichtete Stellungen für schwere Geschütze.
Zwischen 1915 und 1916 wurden die Schiffe der Kaiser-Friedrich-III.-Klasse und der Wittelsbach-Klasse außer Dienst gestellt und deren Geschütze ausgebaut. Die 24-cm-SK L/40 aus diesen Schiffen wurde für die Bestückung von Batterien zum Küstenschutz verwendet. Acht Geschütze in vier Türmen der Kaiser-Friedrich-III.-Klasse wurden zum Schutz des Hafen von Libau dort eingebaut. Weitere vier Geschütze wurden als „Batterie Hamburg“ auf Norderney verwendet und die Insel blieb dann bis 1933 ein Marine-Artillerie-Stützpunkt. Ebenfalls vier Geschütze kamen als Batterie S2 nach Sylt. Eine übliche Lafettierung war die Drehscheibenlafette C/98, als offene Kesselbettung oder mit einem geschlossenen Panzerturm.

#### Deutsches Reich
Zu Beginn des Zweiten Weltkrieges war die Batterie Hamburg auf Norderney noch einsatzbereit. Diese vier Geschütze waren ab 1943, nach wie vor als Batterie Hamburg bezeichnet, östlich von Cherbourg auf Kasematten als Türme mit frontalem Schutzschild stationiert. Eine Überdeckung der Kasematten war nicht vorhanden. Zur Selbstverteidigung gegen Luftangriffe verfügte die Batterie über sechs 75-mm-Flugabwehrgeschütze. Am 25. Juni 1944 kam es zu einem dreistündigen Gefecht mit alliierten Schiffen, welche sich daraufhin zurückzogen. Am 28. Juni 1944 ergab sich die Besatzung der vorrückenden amerikanischen Infanterie.

### Eisenbahnartillerie
Im Rahmen der deutschen Wiederaufrüstung bis 1939 wurden drei Kanonen bis 1937 zu Eisenbahngeschützen umgebaut.
Diese sollten ursprünglich „24 cm Theodor Karl K (E)“ heißen und wurden, wegen eines Verwechslungsrisikos mit einem anderen Projekt letztlich als 24-cm-Theodor-Kanone (E) bekannt.